# Фаворский, Андрей Евграфович
Андре́й Евгра́фович Фаво́рский (24 декабря 1843, Павлово, Нижегородская губерния — 1926) — русский адвокат, земский и политический деятель, член III Государственной Думы от партии октябристов; старший брат химика-органика Алексея Фаворского, отец художника-графика Владимира Фаворского.

## Биография
Родом из православного духовенства, его отец, Евграф Андреевич Фаворский, — священник села Павлово-на-Оке Нижегородской губернии. Брат — академик А. Е. Фаворский. Андрей Евграфович не пошёл по стопам отца, хотя поначалу и учился в семинарии, а стал кандидатом права. Окончив нижегородскую гимназию, поступил на юридический факультет Императорского Казанского университета. С третьего курса перевёлся в Петербургский университет, который окончил в 1870 г. Вернулся в Павлово, избирался земским гласным. В 1872 г. в Павлове отстаивал вместе с инженером-технологом Н. П. Зерновым интересы бедняков-кустарей по делам мелкого кредита, о чём есть упоминание в «Павловских очерках» В. Г. Короленко. В 1875 был выслан на 4 года в Вологду из-за подозрения в пропаганде противоправительственных идей. Находился под надзором полиции до 1895 года. Был инициатором создания в 1878 консультации присяжных и частных поверенных в Вологде, где трудился присяжным поверенным с 1 мая 1876. Переехав в Москву в 1884 продолжил работать присяжным поверенным. С 1898 года — гласный Горбатовского уездного земского собрания, Нижегородского губернского земского собрания. С 1907 года — депутат III Государственной думы от Нижегородской губернии (1907.11.01—1912.06.09) от Союза 17 октября.
В начале XX века А. Е. Фаворский основал лесной хутор в 4 километрах к северу от деревни Шульгино на левом берегу Оки (ныне Павловский район Нижегородской области). Хутор был назван по старой родовой фамилии Фаворских — Епифановы. При хуторе существовала пасека. Жители покинули его в 1918 году вследствие претензий революционно настроенных крестьян (главным образом, из деревни Чубалово) на их земли. Пасека просуществовала до послевоенного времени. В народе закрепилось название Епифановки по фамилии её основателя — хутор Фаворского.
После октября 1917 года жил в Сергиевом Посаде, где и был похоронен. Был очень живым и предприимчивым человеком. Одно время он разводил красный скот и хотел увлечь своими хозяйственными идеями сыновей. Что касается искусства, то, по его мнению, «художничество» могло обречь только на нужду. Лучше, говорил он, «быть нотариусом, а по праздникам, если уж так хочется, писать картины».

## Семья
Супруга (со 2 октября 1883) — Ольга Владимировна, урождённая Шервуд (1855–1939) — художница-график, дочь архитектора и живописца академика Владимира Осиповича Шервуда. В браке имел трёх сыновей:
- Евграф (1885–1888);
- Владимир (1886–1964), художник-график;
- Максим (1888–1949), врач-ветеринар, был репрессирован в 1938 году, реабилитирован в 1939-м.

## Публикации
- Генеральный алфавитный каталог книг на русском языке (1725 - 1998)